# Suetsugu Heizō

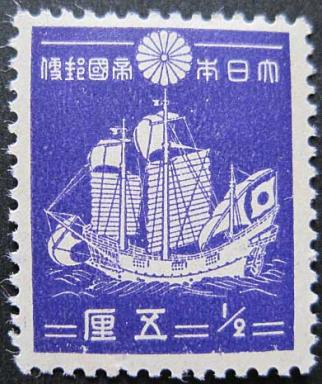
Briefmarke „Rotsiegel-Schiff“ 1937

Suetsugu Heizō (japanisch 末次 平蔵; gestorben 5. Juli 1630) war ein Japaner, der im Überseehandel mit „Rotsiegel-Schiffen“ zu Reichtum gelangte.

## Leben und Wirken
Suetsugu Heizō, ein wohlhabender Kaufmann in Hakata, war Sohn von Suetsugu Kozen (末次興善), sein älterer Bruder war Yosaburo Hiromasamunetoku (与三郎 広正宗得). Um 1571 zog er nach Nagasaki. Als einflussreicher Stadtbewohner engagierte er sich im Nagasaki-Handel und gewann an finanzieller Macht. 1616 ärgerte er sich über die Herrschaft von Murayama Tōan (村山 等安; gestorben 1619), dem Stadtverwalter (代官, Daikan), und reichte eine Beschwerde bei dem Shogunat ein. Tōan war ursprünglich ein Untergebener von Suetsugu, aber er konnte Toyotomi Hideyoshi für sich einnehmen. So konnte er an Heizō vorbei Stadtverwalter von Nagasaki werden, was Heizō ärgerte. Beim Shogunat beschuldigte er Tōan wegen seiner harten Regierung in Nagasaki, wies darauf hin, wie Tōans Sohn sich bei der Belagerung von Osaka auf die Seite von Osaka gestellt hatte und wie Tōan einen Christen, der kurz davor war, ins Ausland verbannt zu werden, nach Hause mitgenommen und versteckt hatte. Tōan wurde daraufhin in Edo enthauptet. Auf diese Weise wurde Heizō 1619 schließlich zum Stadtverwalter von Nagasaki ernannt.
Während der Genna- und Kan'ei-Ära (1615–1644) war Suetsugu einer der wichtigsten Überseehändler mit „Rotsiegel-Schiffen“. Als Suetsugu auf einer Reise nach Taiwan in einen Streit mit dem Niederländer Pieter Nuyts geriet, dem Leiter des holländischen Handelshauses auf Taiwan, empfahl er dem Shogunat eine kompromisslose Antwort. 1628 schickte er an Bord zweier seiner Schiffe mehr als 470 bewaffnete Seeleute unter dem Kommando von Kapitän Hamada Yahei (浜田 弥兵衛) nach Taiwan, um Nyuts zu maßregeln, was als „Taiowan Zwischenfall“ in die Geschichte eingegangen ist.
Unmittelbar nach diesem Vorfall wurde Heizō wahnsinnig und starb. Er wurde in Nagasaki im Tempel Shuntoku-ji (春徳寺) begraben, aber sein Grabstein existiert nicht mehr. Seine Nachkommen erbten den Posten des Daikan von Generation zu Generation, aber 1676, in der vierten Generation, musste die Familie aufgrund von Unregelmäßigkeiten zurücktreten. Nach Heizōs Tod wurde die Außenpolitik des Shogunats zurückhaltend, schließlich wurde die Abschottung – „Sakoku“ – eingeführt, um Probleme mit dem Ausland zu verhindern.